# Opération Vigilant Guardian
L’opération Vigilant Guardian, parfois abrégée OVG, était une opération de l’armée belge déployée en Belgique, au lendemain des attentats des 7, 8 et 9 janvier 2015 et du démantèlement d'une cellule terroriste à Verviers ayant déjoué des attentats imminents, pour faire face à la menace terroriste et protéger les « points » sensibles du territoire. L'opération a été mise en place le 16 janvier 2015 et s'est terminée le 1er septembre 2021.
L'opération sera considérablement renforcée durant l'année 2015, après les attentats du 13 novembre, notamment via la mise en état d'urgence absolue de l'agglomération bruxelloise du 21 au 26 novembre 2015, puis après les attentats du 22 mars 2016 à Bruxelles.
Le déploiement de militaires dans les rues en Belgique est un fait inédit depuis la Seconde Guerre mondiale.

## Objectifs

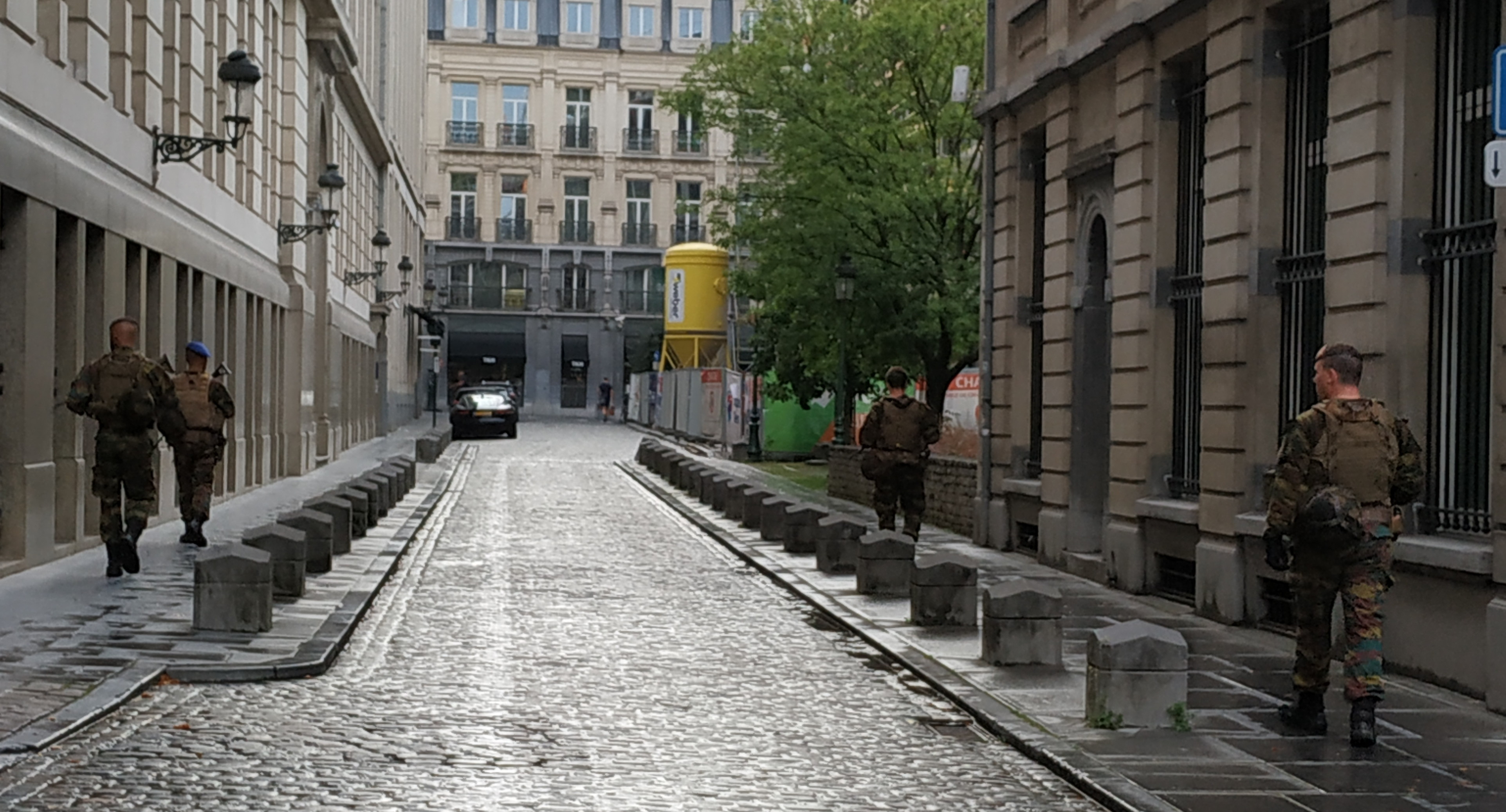
Patrouille Vigilant Guardian à pieds à Bruxelles en 2019.

Cette opération militaire, en collaboration avec les forces de police, décidée par le gouvernement fédéral, vise à sécuriser les lieux-dits « sensibles » face à la menace terroriste comme les lieux publics très fréquentés (gares, centres commerciaux, places…), les lieux de cultes, les transports (métros, trains, gares, aéroports…), les institutions gouvernementales (institutions européennes, ambassades, parlements…), les écoles, les universités, les hôpitaux, les ports, les centrales nucléaires, les frontières…

## Forces engagées
Au début de l'opération seuls 150 militaires étaient mobilisés, le nombre de militaires n'a cessé d'augmenter pour atteindre le chiffre de 1 828 militaires mobilisés en octobre 2016.

## Coûts de l'opération
Pour l'année 2015 (début de l'opération le samedi 17 janvier 2015), le coût du déploiement des militaires dans la rue s'est élevé à 17,15 millions d'euros.
En 2016, uniquement pour le premier trimestre, le coût était de 12,01 millions d'euros. Pour le second trimestre, précisément du 1er avril au 2 juillet, le montant devrait atteindre 22,05 millions d’euros, selon des estimations gouvernementales. Cette montée des coûts de l'Opération Vigilant Guardian s'explique, selon le ministère de l'Intérieur, au fait que le nombre de militaires n'a cessé d'augmenter depuis 2015.

## Incidents
Le 20 juin 2017, Oussama Z. pénètre dans l'enceinte de la Gare Centrale de Bruxelles et tente de faire exploser sa valise. Celle-ci s'est directement enflammée mais sans blesser les personnes à proximité. L'auteur descend ensuite vers les quais en poursuivant un membre du personnel de gare. C'est à ce moment que son bagage explose une seconde fois de manière plus violente. Le terroriste se dirige à nouveau vers le hall, où il rencontre des militaires qui assuraient la surveillance des lieux dans le cadre de l'opération Vigilant Guardian. Il court vers eux en criant « Allah Ouakbar ». Un des militaires ouvre le feu en direction de l'auteur et le tue. Les militaires présents ont neutralisé le terroriste mais n'ont pas pu empêcher la bombe d'exploser. C'est la première fois depuis la seconde guerre mondiale qu'un soldat tue quelqu'un sur le territoire national belge. 
Le 26 août 2017, un homme est abattu dans le centre de Bruxelles, sur le Boulevard Émile Jacqmain, après avoir attaqué au couteau des militaires en patrouille, blessant l'un d'entre eux. Le parquet fédéral qualifie l'agression d'attaque terroriste. Celle-ci est revendiquée le lendemain par Daesh. Quelques jours après l'attaque, le 28 août 2017, le général-major de l'armée Marc Thys, annonce que les militaires devraient continuer leurs patrouilles en rue, au moins jusqu'en 2020.

## Équivalent étranger
L'opération Vigilant Guardian s'inspire directement de l'opération militaire française dite opération Sentinelle mise en place dans l'hexagone après la vague d'attentats qui a touché la France en janvier 2015.